# 松戸サンリオ劇場
松戸サンリオ劇場（まつどサンリオげきじょう）は、かつて存在した日本の映画館である。1980年（昭和55年）10月、千葉県松戸市に開館。
1993年（平成5年）に移転して松戸サンリオシアター（まつどサンリオシアター）と改称の上、スクリーンを増やして3スクリーン（のちに4スクリーン）となる。2006年（平成18年）3月31日閉館、翌日から松戸シネマサンシャイン（のちのシネマサンシャイン松戸）となった。

## 概要
1980年（昭和55年）10月、国鉄（現在のJR東日本）常磐線および新京成電鉄新京成線（現在の京成電鉄松戸線）の松戸駅西口近くの千葉県松戸市根本14番地2号に「アーバンヒル松戸」が竣工し、同ビル内の1階に松戸サンリオ劇場として開館した。同ビルは黒川紀章建築都市設計事務所の設計、間組の施工によるもので、廃業した松戸ボウルの跡地に建てられた。同館はサンリオの直営館であり、初代支配人を柳沢定が務めた。
当時同市内の映画館には、戦前からあった同市内最古の映画館である松戸常盤館（本町16番地4号）、戦後に建てられた輝竜会館（のちの輝竜会館シネマ1、松戸1823番地）、パンビ劇場（のちの輝竜会館シネマ2、同）、および成人映画館の松戸京葉劇場・松戸弁天劇場（根本461番地）の5館が存在した。松戸市出身のアートディレクター・増田セバスチャン（1970年 - ）は開業当初に『くるみ割り人形』（1979年制作、中村武雄監督）を観て以来の常連で、中でも小学6年だった頃の1982年（昭和57年）12月4日に日本公開した『E.T.』（スティーヴン・スピルバーグ監督）を8回も観たという。
1988年（昭和63年）、同ビル内の1階にてサンリオが直営していたレストラン「ナットクラッカー」の跡地を改装して松戸サンリオ劇場2を開館、従来館を松戸サンリオ劇場1とする。当時小学3年だった松戸市議会議員・山中啓之（1979年5月28日 - ）は、同年4月に封切られた高畑勲監督作『火垂るの墓』をサンリオ劇場で観たという。

1993年（平成5年）、近隣の本町21番地2号に竣工した「都市綜合開発第三ビル」に移転して松戸サンリオシアターと改称、スクリーンが1つ増えて3スクリーンとになる。のちに4スクリーンになるが、2006年（平成18年）3月31日にサンリオの直営館としては閉館。同館の4スクリーンは、同ビルの3階に入居していた松戸シネマサンシャイン（3スクリーン、経営・佐々木興業）が継承、合計7スクリーンとした。
松戸サンリオ劇場がかつて入居した「アーバンヒル松戸」は取り壊され、2001年（平成13年）11月、跡地に地上22階建の高層マンション「パークスカイタワー松戸」が建った。同館を継承したシネマサンシャイン松戸は、2013年（平成25年）1月31日をもって、全館閉館して撤退。これにより、同市内から常設型映画館がすべて消滅したが、2019年（令和元年）10月25日、テラスモール松戸内に「ユナイテッド・シネマ テラスモール松戸」がグランドオープンし、実質6年10ヵ月ぶりに松戸市内に映画の灯がともった。

## 沿革
- 1980年10月 - 松戸サンリオ劇場を開館[1]
- 1988年 - 松戸サンリオ劇場2を開館、従来館を松戸サンリオ劇場1とする[2][3]
- 1993年 - 移転、松戸サンリオシアターと改称[4]。同年3月13日にシネマサンシャイン松戸が開館。
- 2006年3月31日 - 閉館、4スクリーンはシネマサンシャイン（佐々木興業）が継承[5]
- 2013年1月31日 - 継承館のシネマサンシャイン松戸が全館閉館[13][14]

## データ

### 松戸サンリオ劇場
- 所在地 : 千葉県松戸市根本14番地2号 アーバンヒル松戸 1階[1][6]
現在の「パークスカイタワー松戸」の位置
北緯35度47分14.19秒 東経139度54分3.51秒 / 北緯35.7872750度 東経139.9009750度
- 経営 : 株式会社サンリオ[1]
- 支配人 : 柳沢定（1980年 - 1993年）[1]
- 構造 : 鉄筋コンクリート地上5階地下1階建[6]
- 観客定員数 : 
  1. 松戸サンリオ劇場1 : 不明
  2. 松戸サンリオ劇場2 : 不明

### 松戸サンリオシアター
- 所在地 : 千葉県松戸市本町21番地2号[4] 都市綜合開発第三ビル
現況は医療施設「東葛クリニックみらい」（2014年6月開業）[17]
北緯35度47分10.02秒 東経139度54分1.87秒 / 北緯35.7861167度 東経139.9005194度
- 経営 : 株式会社サンリオ[4]
- 支配人 : 
  1. 柳沢定[4]
  2. 須山信明
- 構造 : 鉄筋コンクリート
- 観客定員数 : 
  - シネマ1（5階） : 252名 - のちのシネマサンシャイン松戸1番館[14]
  - シネマ2（4階） : 168名 - のちのシネマサンシャイン松戸3番館[14]
  - シネマ3（4階） : 104名 - のちのシネマサンシャイン松戸4番館[14]
  - シネマ4（4階） : 60名 - のちのシネマサンシャイン松戸5番館[14]

## 関連施設
- 水戸サンリオ東宝
元々は京王グループが経営していた東宝系の映画館「水戸京王東宝」[注 2]だったが、1989年に同グループが映画館の経営から撤退したため[18]、代わりにサンリオが劇場の経営を引き継いで営業していた。しかし、1992年にわずか3年で閉館している。